# کورتیس وای‌ای-۱۰
کورتیس وای‌ای-۱۰ (به انگلیسی: Curtiss_YA-10_Shrike) یک هواگرد ملخ‌پیشین تک‌موتوره از نوع تهاجم زمینی ساخت شرکت Curtiss/Curtiss-Wright است. هواگرد کورتیس وای‌ای-۱۰ نخستین پروازش را در ۱۹۳۲ میلادی انجام داد. این هواگرد در سال ۱۹۳۳ میلادی رسماً معرفی گردید. در مجموع، تعداد ۲ فروند از این هواگرد ساخته شده‌است.